# Шибаев, Пётр Михайлович
Пётр Михайлович Шибаев (1904, Саратов — декабрь 1986, Рига) — советский деятель госбезопасности, НКВД-СМЕРШ-МГБ.

## Биография
Сын крестьянина-бедняка. В 1919 году окончил высшее начальное училище в Царицыне. В 1926 году вступил в ВКП (б).
С 1922 по 1926 год работал уполномоченным в органах ОГПУ на ст. Царицын, затем после службы в РККА, до 1935 был уполномоченным, старшим уполномоченным ГПУ-НКВД.
С июля 1935 года — ст. оперуполномоченный, помощник начальника Особого отдела НКВД 35-й стрелковой дивизии (Иркутск).
В 1937—1940 — помощник начальника и начальник отделения Особого отдела НКВД ОКДВА.
В 1940— июле 1942 года — заместитель начальника Особого отдела НКВД Дальневосточного фронта.
В июле 1942 назначен начальником Особого отдела НКВД — Отдела контрразведки СМЕРШ 2-й Краснознаменной армии Дальневосточного фронта.
В конце 1943 — начальник Отдела контрразведки СМЕРШ 10-й гвардейской армии Западного фронта.
С мая 1944 до декабря 1945 года — начальник Отдела контрразведки СМЕРШ 5-й армии, затем 2-го Украинского и 1 Украинского фронтов.
После окончания войны — сотрудник Аппарата советника МГБ при Министерстве обороны и безопасности Польши (март 1946-сентябрь 1950), ст. инструктор, уполномоченный Аппарата советника МГБ при МОБ Польши по Гданьскому воеводству.
В 1951—1953 — зам. начальника управления контрразведки МГБ-МВД Прибалтийского военного округа; зам. начальника Особого отдела МВД Прибалтийского военного округа (октябрь 1953-апрель 1954).

## Звания
- лейтенант ГБ (1936);
- капитан ГБ (1939);
- подполковник ГБ (февраль 1943);
- майор ГБ (30.11.1941);
- полковник (26.05.1943).

## Награды
- орден Ленина (6.11.46);
- ордена Красного Знамени (трижды 28.10.43, 3.11.44, 23.05.52);
- Орден Отечественной войны I степени (21.04.45);
- Орден Отечественной войны II степени (11.03.85);
- Военный крест 1939—1945 (Чехословакия);
- Золотой крест Заслуг
- Медаль «За Одер, Нейсе, Балтику» (ПНР, (1945)
- 11 медалей СССР
- знак «Заслуженный работник НКВД» (2.02.42)
- Знак «50 лет пребывания в КПСС»